# Simon Sijbrandij
Simon Sijbrandij (Marum, 10 mei 1929 – Utrecht, 5 juni 2008) was een Nederlands hoogleraar orthopedie, verbonden aan het Academisch Ziekenhuis Utrecht en zijn opvolger, het UMCU, te Utrecht.

## Biografie
Na zijn studie geneeskunde in Utrecht en zijn promotie in Groningen bij professor J. Arriëns Kappers trad hij aan als gewoon lector orthopedische chirurgie binnen het academisch ziekenhuis in Utrecht in 1972. Op 6 maart 1973 werd hij benoemd tot hoogleraar. Deze post werd door hem pas daadwerkelijk opgenomen op 1 december 1974.
Sybrandy genoot voornamelijk landelijke bekendheid als behandelaar van zogenaamde klompvoeten, oftewel talipes equinovarus, een specialisme binnen het ziekenhuis. Hij gaf graag aanschouwelijk onderwijs met levende patiënten in de ronde collegezaal van het Academisch Ziekenhuis Utrecht. Hierbij ondergingen zijn veelal jonge patiënten kleine behandelingen als inzwachtelen of ingipsen.
Op 1 januari 1989 werd hem eervol ontslag verleend in verband met reorganisatie en opheffing van zijn leerstoel. Dit betekende ook het einde van een lange traditie op het gebied van de behandeling van klompvoeten binnen het UMCU. Enige expertise op dit terrein is nog wel bewaard gebleven binnen het Wilhelmina Kinderziekenhuis, dat onderdeel uitmaakt van het UMCU.
Prof.dr. Simon Sijbrandij overleed in 2005 op 79-jarige leeftijd.

## Naam
Sybrandy staat ook wel bekend als Sijbrandij. Professor Sybrandy dient niet verward te worden met de medisch specialist S. Sybrandy, die als oogarts aan het Rijnstate verbonden is.

## Publicaties
- 1961, Een experimenteel onderzoek over de invloed van mechanische factoren op de groei van de epiphysairschijf (proefschrift)
- 21 september 1976, Ontwikkelingen in de orthopedie (oratie)